# Епархия Мальорки
Епархия Мальорки (лат. Dioecesis Maioricensis, исп. Diócesis de Mallorca) — католическая епархия латинского обряда, расположенная на острове Мальорка, Испания.

## История
Епархия Мальорки была основана около 450 года, к 480 году относится упоминание епископа Элиаса из Мальорки. В 898 году папа Роман подчинил епархию Мальорки Жироне.
Епископское преемство на Мальорке прервалось с арабским завоеванием Испании, хотя в XI веке арабы позволили епископу Барселоны осуществлять церковные полномочия над Мальоркой.
В 1229 году Хайме Арагонский отвоевал Балеарские острова у арабов. Годом позже папа Григорий IX восстановил епархию на Мальорке, первым епископом стал Раймундо де Торрельес. В том же 1230 году начато строительство собора Санта-Мария.
В 1851—1927 году епархия Мальорки была объединена с епархией Ивисы (Ибицы)

## Современное состояние
Территория епархии распространяется на весь остров Мальорка и небольшой остров Кабрера. Епархия является суффраганной по отношению к архиепархии Валенсии. С 2012 года епархию возглавляет епископ Хавьер Салинас Виньялс. Кафедральный собор епархии — Кафедральный собор Санта-Мария в городе Пальма-де-Мальорка.
Три храма на территории епархии носят почётный титул малой базилики — кафедральный собор, базилика святого Франциска в Пальме-де-Мальорка и базилика Пресвятой Богородицы в городе Льюкмайор/
По данным на 2013 год епархия насчитывала 673 000 католиков, 154 прихода и 310 священников.